# Cantón de Brive-la-Gaillarde-Noreste
El cantón de Brive-la-Gaillarde-Noreste era una división administrativa francesa, que estaba situada en el departamento de Corrèze y la región de Limusín.

## Composición
El cantón estaba formado por una fracción de la comuna que le daba su nombre:
- Brive-la-Gaillarde (fracción)

## Supresión del cantón de Brive-la-Gaillarde-Noreste
En aplicación del Decreto n.º 2014-228 de 24 de febrero de 2014, el cantón de Brive-la-Gaillarde-Noreste fue suprimido el 22 de marzo de 2015 y la fracción de la comuna que le daba su nombre se unió con las demás para que, por medio de una reestructuración cantonal, fueran creados los nuevos cantones de Brive-la-Gaillarde-1, Brive-la-Gaillarde-2, Brive-la-Gaillarde-3 y Brive-la-Gaillarde-4.